# Sites mégalithiques de la Marne
| \| Châlons-en-Champagne Épernay Vitry-le-François Reims \| Répartition géographique des sites. · : dolmen - : menhir - : polissoir |
| Châlons-en-Champagne Épernay Vitry-le-François Reims                                                                               |

Cet article présente la liste des sites mégalithiques de la Marne, en France.

## Inventaire
| Monument                            | Commune                 | Remarque                                  | Protection                                                    | Coordonnées                         | Illustration                  |
| ----------------------------------- | ----------------------- | ----------------------------------------- | ------------------------------------------------------------- | ----------------------------------- | ----------------------------- |
| Menhir de Pierre-longue             | Auménancourt            |                                           |                                                               | 49° 22′ 23″ N, 4° 03′ 42″ E         |                               |
| Menhir de Haute-Borne               | Avize                   | également sur communes de Cramant et Oiry | Classé MH (1889),                                             | 48° 58′ 55″ N, 4° 01′ 29″ E         | Menhir de Haute-Borne         |
| Dolmen du Reclus                    | Bannay                  |                                           | Classé MH (1930)                                              | 48° 50′ 26″ N, 3° 42′ 46″ E         | Dolmen du Reclus              |
| Dolmen des Mardelles                | Barbonne-Fayel          | hypogée avec antichambre mégalithique     | Classé MH (1921)                                              | 48° 39′ 58″ N, 3° 43′ 32″ E         | Dolmen des Mardelles          |
| Polissoir des Forgettes             | Belval-sous-Châtillon   |                                           |                                                               | déplacé 49° 07′ 20″ N, 3° 51′ 13″ E |                               |
| Polissoir du Grand Savart           | Belval-sous-Châtillon   |                                           |                                                               | 49° 07′ 46″ N, 3° 52′ 06″ E         |                               |
| Menhir de Voipreux                  | Blancs-Coteaux          |                                           |                                                               | 48° 54′ 40″ N, 4° 02′ 09″ E         |                               |
| Menhir de Champigneul               | Champigneul-Champagne   |                                           |                                                               | déplacé 48° 58′ 18″ N, 4° 10′ 00″ E |                               |
| Dolmen de Champigny                 | Champigny-lès-Langres   |                                           | déplacé à Reims et détruit durant la Première Guerre mondiale |                                     |                               |
| Allée couverte de la Mousseronnière | Congy                   |                                           | détruit                                                       |                                     |                               |
| Allée couverte des Hayettes,        | Congy                   |                                           | détruit                                                       |                                     |                               |
| Pierre Fitte                        | Congy                   |                                           | Classé MH (1889)                                              | 48° 50′ 41″ N, 3° 50′ 57″ E         | Menhir de l'étang de Chénevry |
| Pierre-Nue                          | Congy                   | menhir                                    | disparu                                                       |                                     | Pierre-Nue                    |
| Menhir de l'Ermite                  | Les Essarts-lès-Sézanne | autre nom La Grosse Borne                 |                                                               | 48° 46′ 10″ N, 3° 36′ 17″ E         | Menhir de l'Ermite            |
| Dolmen de Nuisy                     | Fontaine-Denis-Nuisy    | autre nom Les Pierres de Sainte-Geneviève | Classé MH (1889)                                              | 48° 37′ 00″ N, 3° 43′ 20″ E         | Dolmen de Nuisy               |
| Dolmen du Trou-du-Bœuf              | Montmirail              | autre nom Dolmen du Bois des Cosaques     | Classé MH (1925)                                              | 48° 52′ 59″ N, 3° 31′ 45″ E         | Dolmen du Trou-du-Bœuf        |
| Dolmen des Bretons                  | Val-des-Marais          |                                           | ruiné                                                         |                                     |                               |
| Dolmen de la Plaque                 | Val-des-Marais          | autre nom Dolmen de la Plagne             | Classé MH (1937)                                              | 48° 49′ 46″ N, 3° 58′ 57″ E         |                               |
| Allée couverte du Chenail           | Villevenard             | autre nom allée couverte de la Chénaie    | ruiné                                                         |                                     |                               |